# LZ 62
Lo Zeppelin "L 30" (designazione aziendale "LZ 62") è stato il primo "Super Zeppelin" di classe R dell'Impero tedesco. Fu il dirigibile di maggior successo della prima guerra mondiale con 31 voli di ricognizione e 10 bombardamenti con un totale di 23 305 kg di bombe sganciate. Fu ai tempi della costruzione il più grande Zeppelin del mondo, e con i suoi 6 motori, "L 30" poteva raggiungere velocità superiori a 100 km/h, rendendolo anche lo Zeppelin più veloce.
Fu costruito dalla Luftschiffbau Zeppelin a Friedrichshafen, il primo con le gondole ai lati. Rimase in servizio nella Kaiserliche Marine, la marina militare tedesco imperiale, dal 1916 fino alla sua dismissione nel 1917.
Nel 1920 venne ordinato il suo trasferimento al Belgio come parte delle riparazioni di guerra imposte alla Germania alla fine della Grande Guerra, dove venne disassemblato.
Le sue gondole sono oggi esposte al Museo reale dell'esercito e della storia militare di Bruxelles.
Il dirigibile compare nel videogioco Battlefield 1 con il nome di Airship L30.